# Otto Hainzl
Otto Hainzl (* 1966 in Linz) ist ein österreichischer Künstler und Fotograf.

## Leben und Werk
Otto Hainzl schloss das Studium der Technischen Physik mit einer Spezialisierung auf Biophysik an der Technischen Universität Wien 1996 mit dem Diplom ab. Zunächst arbeitete er im Bereich der Informationstechnologie. 2004 wandte er sich der Fotografie zu. Er besuchte von 2004 bis 2007 das Euregio Foto College.
Seit 2016 ist Otto Hainzl Mitglied der MAERZ Künstler:innenvereinigung in Linz, seit 2020 im Vorstand der MAERZ. Weiters wurde er 2019 als Mitglied der Künstlergilde Galerie Forum Wels
aufgenommen. Studienaufenthalte und Artist-in-Residence-Programme absolvierte der Künstler im Quartier des Österreichischen Kulturforums in Teheran, im  Schloss Plüschow in Mecklenburg-Vorpommern und in Helsinki.
Arbeiten von Otto Hainzl werden in nationalen und internationalen Ausstellungen gezeigt und befinden sich in privaten und öffentlichen Sammlungen, zum Beispiel in der Kunstsammlung des Landes Oberösterreich, des Nordico Linz sowie der Anton Bruckner Privatuniversität Linz.
Otto Hainzl lebt und arbeitet in Linz.

## Projekte (Auswahl)
- 2005 Felder
- 2005 Über Sehen
- 2005 WIR, Dramaturgie des sozialen Lebens
- 2007 Hotels I Know
- 2009 Kirchenbilder (Permanente Installation in der Kirche St. Martin/Traun)
- 2011 Schloss Hagen, Alte Ansicht (Permanente Installation, Anton Bruckner Universität Linz)
- 2012 Sarajevo, Beyond Maršala Tita
- 2013 Defense de Cracher – oder was es heißt erwachsen zu sein
- 2013–2015 Corviale[3]
- 2016 Europastrasse[4]
- 2020 Die Kehrseite
- 2020 Iranbilder
- 2022 TWENTYSIX HOUSES ALONG WALDEGGSTRASSE[5][6]

## Ausstellungen (Auswahl)
- 2006 Menschenbilder, Minoritenkloster, Wels
- 2009 Kundenbilder, permanente Installation, Kunstsammlung der Energie AG, Linz
- 2010 Kirchenbilder, permanente Installation, Kapelle St. Martin bei Traun
- 2010 WIR Dramaturgie des sozialen Lebens, Galerie foto-forum, Wien und Bozen
- 2010 Verbindungen, Kulturrathaus Dresden
- 2015–2017 Corviale wird gezeigt im Fotohof Salzburg, im Kunsthaus Wien, im Atelierhaus Salzamt Linz, im Kunsthaus Wien[7], im Museum für angewandte Kunst Wien, an der Universität Weimar, an der Technischen Universität Dortmund, in der Liebfrauenkirche Duisburg, 2017 bei Boutographies rencontres photographiques de Montpellier (F), 2021 in Bratislava[8], 2022 Projektraum bautzner69, Dresden (D)
- 2017 Video zur Europastrasse mit 83 Stunden Laufzeit bei Crossing Europe Festival für europäischen Film, Linz
- 2020 sitzen, gemeinsam mit Alois Riedl, Galerie Schloss Parz, Grieskirchen[9]
- 2019 Prost, Mahlzeit!, (Ausstellungsbeteiligung), Nordico, Linz[10]
- 2020 Europastrasse, Photo Festival Helsinki[11]
- 2022 Wechselspiel, (Ausstellungsbeteiligung), Galerie forum, Wels
- 2022 Traversées d'Europe, für den französischen Senat anlässlich der EU-Ratspräsidentschaft, Jardin du Luxembourg, Paris[12]
- 2023 Spuren der Stadt – Urbane Räume in der zeitgenössischen Fotografie, (Ausstellungsbeteiligung), Kunstsammlung des Landes Oberösterreich[13]
- 2024 Linz auf Sommerfrische, (Ausstellungsbeteiligung), Nordico, Linz[14]
- 2024 Wie der Skurrealismus in die Welt kommt, (Ausstellungsbeteiligung) im Rahmen der Europäischen Kulturhauptstadt, Bad Ischl, Salzkammergut[15]

## Publikationen (Auswahl)
- corviale, Kehrer Verlag, Heidelberg 2015, ISBN 978-3-86828-596-3
- corviale, Editionsmappe, Edition Fotohof, Fotohof Salzburg, 2016
- hochbetagt, mit Fotografien von Otto Hainzl, Klaus Pichler, Corinne Rusch, Ivonne Thein, Verlag Anton Pustet, Salzburg 2017, ISBN 978-3-7025-0879-1
- Prost Mahlzeit, Fotografie des zeitgenössischen Teils, Verlag Anton Pustet, Salzburg 2018, ISBN 978-3-7025-0936-1
- ›sitzen‹, Katalog zur Ausstellung mit Alois Riedl, 2018, ISBN 978-3-900762-50-6
- TWENTYSIX HOUSES ALONG WALDEGGSTRASSE, Kehrer Verlag, Heidelberg 2022, ISBN 978-3-96900-101-1

## Auszeichnungen
- 2005 Wettbewerb des Österreichischen Umweltministeriums, Klimafaktor Holz, 1. Preis
- 2023 Shortlisted beim Authors Book Award des Rencontres d'Arles für das Buch TWENTYSIX HOUSES ALONG WALDEGGSTRASSE